# Monda.eu
Monda.eu (pracovní název Global E-learning) je bezplatný webový portál věnovaný globální výchově. Za svou prioritu považuje "vzdělávat k myšlení a vyhodnocování zamotaných situací plných provázaných, vzájemně souvisejících problémů".
Nabízí 11 vzdělávacích modulů na různá témata (globalizace, světová ekonomika, rozvoj, lidská práva, kritické myšlení, chudoba, migrace, rodová rovnost, občanská společnost, životní prostředí, klimatické změny) a je vhodný pro samostatné učení. Obsahuje také fórum, doporučenou literaturu a další doplňkové zdroje informací a přidruženou mobilní aplikaci. Při výuce využívá kvízy a videa.

## Vznik
S podporou Programu Socrates Evropské komise na vytváření portálu po dobu 2 let spolupracovali čtyři partneři: E@I (Slovensko), Slovenské centrum pro komunikaci a rozvoj (Slovensko), Studio Gause (Německo) a Südwind Agentur (Rakousko).

## Jazyky
Portál je dostupný v angličtině, bulharštině, češtině, esperantu, maďarštině, němčině, polštině, Rumunštině, Slovenštině a slovinštině s možností přidat další jazyky.